# 女騎士、経理になる。
『女騎士、経理になる。（おんなきし、けいりになる。）』は、Rootportによる日本のライトノベルおよびそれを原作としたメディアミックス作品。
剣と魔法があり、魔物が棲む異世界を舞台とする和製ライトファンタジーながら、本格的な経理の知識を作中で解説しているため、経理入門書として利用できるのが特徴である。

## 概要
RootportはTwitterで、ファンタジー世界における税や会計にまつわるツイートを発信していた。例えば、「勇者がダンジョンで獲得したアイテムを売ったところ、役人がやってきて仮受消費税として売却価格の8%の納税を求めた。」という類いのツイートである。ファンタジー世界と会計ネタを融合させたRootportのツイートはバズり閲覧数は550万ビューになり、このネタツイートを再構成して小説版と漫画版が出版された。。
Rootportは、ファンタジー世界と現実の経理との融合が上手くいった理由として、現代の複雑な会計制度はとりあえず置いておいて、経理の基礎的な考え方を書けるメリットがあったことを挙げている。会計や金融の諸制度が生まれた過程を書きつつ、退屈でない内容にできるとしている。
メディアミックスとして三ツ矢彰による作画でコミカライズされ、ウェブコミック『デンシバーズ』（幻冬舎コミックス）に2015年10月30日より連載された後、一時休載期間を経てデンシバーズをリニューアルした『comicブースト』（同社）に2019年6月4日より連載再開となり、本編が同年9月10日に完結、同年9月24日の勇者編の掲載を持って連載終了。単行本は全8巻。

## あらすじ
魔物が治める魔国でクエスト中にオーク族に捕まってしまった女騎士シルヴィア。そのオーク族の運営する会社は深刻な人手不足だったため、シルヴィアはオークから経理業務のアルバイトを持ちかけられる。頼まれごとに弱いこともあって、シルヴィアは必死に勉強し魔国の資格である簿記検定にも合格する。オークの会社もいよいよ法人化というときに、人間の勇者によって会社は攻め滅ぼされ、シルヴィアは人間の国へと逃れて行く。
第1章 フライド・コカトリス
無一文で人間の国に着いたシルヴィアは就職活動に難渋していたが、銀行家のロレンツォと出会い、簡単な簿記の手法でロレンツォの困りごとを解決したことから、30万Gの大金を前金としてロレンツォに雇われ、債権回収を行うことになる。その仕事の途中で、幼い兄妹が営む肉屋の当面の返済金5万Gを肩代わりし、奴隷市で売られていたダークエルフのルカを25万Gで買い取って自由にした。シルヴィアは自分が回収する債権の主が、件の兄妹だと知る。兄妹の肉屋は月末の返済金と買掛金の支払いとで、一見、詰んでいるような状態だった。
ルカは肉屋の営業状態を観察し、主力商品を利益率の高いコカトリスのフライ（フライドチキン）に絞るといった経営改革で肉屋を立て直した。
第2章 ガバメント・オブリゲーション
新大陸の魔国との戦争継続のため、人間国では戦時国債の追加発行を決定。割当購入額の減免願いと戦時国債の仲介業務受託の申請のため、シルヴィア、ルカは帝都に向かう。
国債発行仲介業務の受託を決めるのは、精霊教会の若き司祭補セラフィム・アガフィアであった。シルヴィア、ルカの経理に対する真摯な態度が決めてとなり、港街銀行は国債発行仲介業務を受託した。
副都の悲劇
過去話。「魔物に襲われ8万人の住人が死亡した」と言われる悲劇の真相を描く。
第3章 リテラシー
港街銀行から融資を受けていた人が、借金を一括返済しその後、行方不明となる事例が多発していた。最近、一括返済した1人、ドワーフのグーテンベルグを訪ねたシルヴィア、ルカ、セラフィムは、港街銀行の顧客を狙って帝都銀行が貸し剥がしを行っていたことを知る。
グーテンベルグは金属活版印刷技術と機械を発明し、その開発費と精霊教会の聖書を印刷するための原材料費として融資を受けていたのだった。
識字率が低いため聖書は売れないと判断したシルヴィア、ルカは一計を案じて売れる本を作る。
第4章 ウェル・シェイプト・カップ
第5章 プライス・オブ・ライフ

## 主な登場人物
シルヴィア・ワールシュタット
主人公。口癖は「くっ…殺せ!!」。
魔剣デュランダルを使いこなし、その腕前は単独で強大な魔物を倒せるほど。
魔国の資格である簿記3級、2級に合格しているが、暗算には弱い。
ルカ・ファン・ローデンスタイン
影国出身のダークエルフ。奴隷として売られていたところをシルヴィアに買い取られる。「正しい帳簿があれば世界も救う」と公言する。
会計、簿記の知識はシルヴィアをはるかにしのぐ。
ロレンツォ・グリマルディ
港街銀行の当主。亡き祖父の跡を継いだが、経営については素人同然。
セラフィム・アガフィア
精霊教会の司祭補。魔法もたしなむ。
勇者
人間の「勇者」。主に「勇者編」に登場し、「プライス・オブ・ライフ」終盤から本編にも登場する。
魔国に潜入しており、魔王を倒すために活動中。なお、シルヴィアが捕らわれていたオーク族の会社を滅ぼしたのは勇者を騙る別グループ。
勇者編では、新大陸の数々の税制や確定申告といった手続きに悩まされる姿が描かれる。

## 舞台設定
人間国
人間の国王が治める国。120年前に「新大陸」を発見し、移民を行った。人間国以外にも華国、和国、ダークエルフの住む影国などが旧大陸に存在する。
新大陸
人間から見て、新たに発見された大陸。魔物が先住しており、魔国を構成している。魔物そのものは旧大陸にも生息している。
副都
人間が新大陸に造った都市。魔物と人間が共生していたが、数年前「副都の悲劇」が起き、魔物に襲われ8万人の住人が死亡したと（人間国では）認識されている。
実際にはチューリップ・バブルならぬマンドラゴラ・バブルが起き、人間の住人の大多数が、己の魂を担保に魔族から借金をしていたところ、バブルがはじけて担保（魂）を奪われ、リビングデッドになったことで起きた事件であった。魔族側としては魂を担保にすることの危険性も説明しており、契約を履行したに過ぎない。
魔国
新大陸にある魔物たちによって統治される国。首都は「魔都」。
人間国と比べると、火薬製造などの科学技術の発達は遅れているが、議会制民主主義に則って議会があり、税制や経済、契約に関しては現実世界に近い。魔国のトップである魔王も選挙で選ばれる（任期もあり、大統領制に同じ）。
人間国とは長らく戦争状態であったが、双子の赤字解消のため休戦協定を結ぶことが（魔国の）議会で決定している。

## 既刊一覧
小説の発売より早く漫画の連載が始まっていて、単行本が発売されたのも漫画版が先である。
小説
- Rootport（著）、こちも（イラスト）『女騎士、経理になる。』幻冬舎コミックス、全2巻
  1. 「鋳造された自由」2016年6月24日発売、ISBN 978-4-344-83742-3
  2. 「魂の負債」2016年10月24日発売、ISBN 978-4-344-83827-7

漫画
- Rootport（原作）、三ツ矢彰（作画）『女騎士、経理になる。』幻冬舎コミックス〈バーズコミックス〉、全8巻
  1. 2016年2月24日発売、ISBN 978-4-344-83635-8
  2. 2016年6月24日発売、ISBN 978-4-344-83735-5
  3. 2016年10月24日発売、ISBN 978-4-344-83822-2
  4. 2017年2月24日発売、ISBN 978-4-344-83910-6
  5. 2017年6月24日発売、ISBN 978-4-344-84002-7
  6. 2017年11月24日発売、ISBN 978-4-344-84099-7
  7. 2018年3月24日発売、ISBN 978-4-344-84180-2
  8. 2019年11月22日発売、ISBN 978-4-344-84558-9